# Royal League 2005-2006
Navigation
Édition précédente Édition suivante
La Royal League 2005-2006 est la 2e édition de la Royal League, une compétition internationale à laquelle participent les 4 meilleurs clubs des championnats du Danemark, de Suède et de Norvège. Elle a été mise en place afin de permettre aux clubs scandinaves, souvent éliminés prématurément des compétitions européennes, de pouvoir s'affronter lors de rencontres internationales.
La compétition s'organise en plusieurs phases. Un premier tour voit les 12 équipes réparties en 3 poules de 4 : les 2 premiers de chaque pays sont regroupées avec le troisième et le quatrième des 2 autres pays. Les 2 premiers de chaque poule, ainsi que les 2 meilleurs troisièmes se qualifient pour la phase finale, disputée sous la forme d'un tableau à élimination directe avec quarts, demi-finales et finale, qui est jouée sur un seul match à Göteborg.
C'est le club danois du FC Copenhague, tenant du titre, qui remporte à nouveau la compétition en battant en finale au Parken les Norvégiens du Lillestrom SK 1 à 0.

## Dotations
La Royal League est financée par des entreprises privées et est donc richement dotée. L'ensemble des dotations est indiquée en couronnes norvégiennes (NOK) :
Premier tour :
- Participation - 1 250 000 NOK
- Victoire - 250 000 NOK
- Match nul - 150 000 NOK

Qualification pour la phase finale :
- En tant que premier du groupe - 1 250 000 NOK
- En tant que deuxième - 1 000 000 NOK
- En tant que meilleur troisième - 500 000 NOK

Phase finale :
- Victoire en quarts ou demis - 400 000 NOK
- Match nul en quarts ou demis - 200 000 NOK

Finale :
- Vainqueur - 3 000 000 NOK
- Finaliste - 1 000 000 NOK

## Participants
Championnat du Danemark de football 2004-2005 :
- Brondby IF - Champion
- FC Copenhague - Deuxième
- FC Midtjylland - Troisième
- AaB Aalborg - Quatrième

Championnat de Norvège de football 2005 :
- Vålerenga IF - Champion
- IK Start - Deuxième
- FC Lyn Oslo - Troisième
- Lillestrom SK - Quatrième

Championnat de Suède de football 2005 :
- Djurgardens IF - Champion
- IFK Göteborg - Deuxième
- Kalmar FF - Troisième
- Hammarby IF - Quatrième

## Premier tour

### Groupe A
| Rang | Équipe         | Pts | J | G | N | P | Bp | Bc | Diff |  | Résultats (▼ dom., ► ext.) | Midt | Ham | Vale | Star |
| ---- | -------------- | --- | - | - | - | - | -- | -- | ---- |  | -------------------------- | ---- | --- | ---- | ---- |
| 1    | FC Midtjylland | 12  | 6 | 3 | 3 | 0 | 13 | 5  | +8   |  | FC Midtjylland             |      | 4-1 | 4-0  | 1-1  |
| 2    | Hammarby IF    | 8   | 6 | 2 | 2 | 2 | 12 | 10 | +2   |  | Hammarby IF                | 2-2  |     | 0-0  | 4-0  |
| 3    | Vålerenga IF   | 8   | 6 | 2 | 2 | 2 | 8  | 10 | -2   |  | Vålerenga IF               | 0-1  | 2-1 |      | 3-1  |
| 4    | IK Start       | 3   | 6 | 0 | 3 | 3 | 8  | 16 | -8   |  | IK Start                   | 1-1  | 2-4 | 3-3  |      |

### Groupe B
| Rang | Équipe        | Pts | J | G | N | P | Bp | Bc | Diff |  | Résultats (▼ dom., ► ext.) | Lill | Cope | Bron | Kalm |
| ---- | ------------- | --- | - | - | - | - | -- | -- | ---- |  | -------------------------- | ---- | ---- | ---- | ---- |
| 1    | Lillestrom SK | 10  | 6 | 2 | 4 | 0 | 6  | 3  | +3   |  | Lillestrom SK              |      | 0-0  | 2-2  | 0-0  |
| 2    | FC Copenhague | 7   | 6 | 1 | 4 | 1 | 5  | 5  | 0    |  | FC Copenhague              | 1-1  |      | 1-1  | 1-1  |
| 3    | Brondby IF    | 6   | 6 | 1 | 3 | 2 | 7  | 7  | 0    |  | Brondby IF                 | 0-1  | 1-2  |      | 2-0  |
| 4    | Kalmar FF     | 6   | 6 | 1 | 3 | 2 | 3  | 6  | -3   |  | Kalmar FF                  | 0-2  | 1-0  | 1-1  |      |

### Groupe C
| Rang | Équipe         | Pts | J | G | N | P | Bp | Bc | Diff |  | Résultats (▼ dom., ► ext.) | Djur | LynO | Göte | Aalb |
| ---- | -------------- | --- | - | - | - | - | -- | -- | ---- |  | -------------------------- | ---- | ---- | ---- | ---- |
| 1    | Djurgardens IF | 10  | 6 | 3 | 1 | 2 | 8  | 7  | +1   |  | Djurgardens IF             |      | 1-1  | 0-1  | 2-1  |
| 2    | FC Lyn Oslo    | 8   | 6 | 2 | 2 | 2 | 7  | 6  | +1   |  | FC Lyn Oslo                | 1-2  |      | 1-0  | 0-0  |
| 3    | IFK Göteborg   | 8   | 6 | 2 | 2 | 2 | 7  | 7  | 0    |  | IFK Göteborg               | 2-0  | 1-3  |      | 3-3  |
| 4    | AaB Aalborg    | 6   | 6 | 1 | 3 | 2 | 7  | 9  | -2   |  | AaB Aalborg                | 1-3  | 2-1  | 0-0  |      |

## Deuxième tour
|  | Quarts de finale          | Quarts de finale          | Quarts de finale          | Quarts de finale          |                |                | Demi-finales       | Demi-finales       | Demi-finales       | Demi-finales       |  |  | Finale       | Finale       | Finale       | Finale       |
|  |                           |                           |                           |                           |                |                |                    |                    |                    |                    |  |  |              |              |              |              |
|  | 23 février et 9 mars 2006 | 23 février et 9 mars 2006 | 23 février et 9 mars 2006 | 23 février et 9 mars 2006 |                |                | 16 et 23 mars 2006 | 16 et 23 mars 2006 | 16 et 23 mars 2006 | 16 et 23 mars 2006 |  |  | 9 avril 2006 | 9 avril 2006 | 9 avril 2006 | 9 avril 2006 |
|  | 23 février et 9 mars 2006 | 23 février et 9 mars 2006 | 23 février et 9 mars 2006 | 23 février et 9 mars 2006 |                |                | 16 et 23 mars 2006 | 16 et 23 mars 2006 | 16 et 23 mars 2006 | 16 et 23 mars 2006 |  |  | 9 avril 2006 | 9 avril 2006 | 9 avril 2006 | 9 avril 2006 |
|  | FC Copenhague             | FC Copenhague             | 2                         | 0 (3)                     |                |                | 16 et 23 mars 2006 | 16 et 23 mars 2006 | 16 et 23 mars 2006 | 16 et 23 mars 2006 |  |  | 9 avril 2006 | 9 avril 2006 | 9 avril 2006 | 9 avril 2006 |
|  | FC Copenhague             | FC Copenhague             | 2                         | 0 (3)                     |                |                | 16 et 23 mars 2006 | 16 et 23 mars 2006 | 16 et 23 mars 2006 | 16 et 23 mars 2006 |  |  | 9 avril 2006 | 9 avril 2006 | 9 avril 2006 | 9 avril 2006 |
|  | Hammarby IF               | Hammarby IF               | 0                         | 2 (0)                     |                |                | 16 et 23 mars 2006 | 16 et 23 mars 2006 | 16 et 23 mars 2006 | 16 et 23 mars 2006 |  |  | 9 avril 2006 | 9 avril 2006 | 9 avril 2006 | 9 avril 2006 |
|  | Hammarby IF               | Hammarby IF               | 0                         | 2 (0)                     | FC Copenhague  | FC Copenhague  | 3                  | 4                  |                    |                    |  |  | 9 avril 2006 | 9 avril 2006 | 9 avril 2006 | 9 avril 2006 |
|  | 23 février et 9 mars 2006 |                           |                           |                           | FC Copenhague  | FC Copenhague  | 3                  | 4                  |                    |                    |  |  | 9 avril 2006 | 9 avril 2006 | 9 avril 2006 | 9 avril 2006 |
|  |                           |                           | FC Midtjylland            | FC Midtjylland            | 1              | 0              |                    |                    |                    |                    |  |  | 9 avril 2006 | 9 avril 2006 | 9 avril 2006 | 9 avril 2006 |
|  | FC Lyn Oslo               | FC Lyn Oslo               | FC Midtjylland            | FC Midtjylland            | 1              | 0              | 1                  | 0                  |                    |                    |  |  | 9 avril 2006 | 9 avril 2006 | 9 avril 2006 | 9 avril 2006 |
|  | FC Lyn Oslo               | FC Lyn Oslo               | 16 et 23 mars 2006        |                           |                |                | 1                  | 0                  |                    |                    |  |  | 9 avril 2006 | 9 avril 2006 | 9 avril 2006 | 9 avril 2006 |
|  | FC Midtjylland            | FC Midtjylland            | 3                         | 1                         |                |                |                    |                    |                    |                    |  |  | 9 avril 2006 | 9 avril 2006 | 9 avril 2006 | 9 avril 2006 |
|  | FC Midtjylland            | FC Midtjylland            | 3                         | 1                         | FC Copenhague  | FC Copenhague  | 1                  | 1                  |                    |                    |  |  |              |              |              |              |
|  | 23 février et 9 mars 2006 |                           |                           |                           | FC Copenhague  | FC Copenhague  | 1                  | 1                  |                    |                    |  |  |              |              |              |              |
|  |                           |                           | Lillestrom SK             | Lillestrom SK             | 0              | 0              |                    |                    |                    |                    |  |  |              |              |              |              |
|  | Djurgardens IF            | Djurgardens IF            | Lillestrom SK             | Lillestrom SK             | 0              | 0              | 2                  | 3                  |                    |                    |  |  |              |              |              |              |
|  | Djurgardens IF            | Djurgardens IF            |                           |                           |                |                |                    |                    |                    |                    |  |  |              |              |              |              |
|  | Vålerenga IF              | Vålerenga IF              | 1                         | 1                         |                |                |                    |                    |                    |                    |  |  |              |              |              |              |
|  | Vålerenga IF              | Vålerenga IF              | 1                         | 1                         | Djurgardens IF | Djurgardens IF | 1                  | 0                  |                    |                    |  |  |              |              |              |              |
|  | 23 février et 9 mars 2006 |                           |                           |                           | Djurgardens IF | Djurgardens IF | 1                  | 0                  |                    |                    |  |  |              |              |              |              |
|  |                           |                           | Lillestrom SK             | Lillestrom SK             | 3              | 1              |                    |                    |                    |                    |  |  |              |              |              |              |
|  | IFK Göteborg              | IFK Göteborg              | Lillestrom SK             | Lillestrom SK             | 3              | 1              | 0                  | 0                  |                    |                    |  |  |              |              |              |              |
|  | IFK Göteborg              | IFK Göteborg              |                           |                           |                |                |                    | 0                  |                    |                    |  |  |              |              |              |              |
|  | Lillestrom SK             | Lillestrom SK             | 0                         | 2                         |                |                |                    |                    |                    |                    |  |  |              |              |              |              |
|  | Lillestrom SK             | Lillestrom SK             | 0                         | 2                         |                |                |                    |                    |                    |                    |  |  |              |              |              |              |
|  |                           |                           |                           |                           |                |                |                    |                    |                    |                    |  |  |              |              |              |              |

() Victoire aux tirs au but

## Finale
| 9 avril 2006 | FC Copenhague | 1 - 0 | Lillestrom SK | Parken, Copenhague                                |                                                   |
| 20:35        | Pimpong 89e   |       |               | Spectateurs : 13 617 Arbitrage : Peter Fröjdfeldt | Spectateurs : 13 617 Arbitrage : Peter Fröjdfeldt |

## Meilleurs buteurs
| Buteur           | Equipe         | Total |
| ---------------- | -------------- | ----- |
| Tobias Hysén     | Djurgårdens IF | 6     |
| Klaus Kærgård    | FC Midtjylland | 6     |
| Petter Andersson | Hammarby IF    | 4     |
| Morten Berre     | Vålerenga IF   | 4     |
| Dennis Sørensen  | FC Midtjylland | 4     |
| Jeffrey Aubynn   | Hammarby IF    | 3     |
| Peter Ijeh       | FC Copenhague  | 3     |
| David Johansson  | Hammarby IF    | 3     |
| Todi Jónsson     | IK Start       | 3     |
| Olivier Occean   | Lillestrøm SK  | 3     |
| Stefan Selaković | IFK Göteborg   | 3     |
| Jo Tessem        | FC Lyn Oslo    | 3     |